# زرتشتیان (ستاره دریایی)
زرتشتیان (ستاره دریایی) (نام علمی: Zoroasteridae) نام یک تیره از راسته ستاره‌های دریایی فورسیپولاتیدا است.